# 동네사람들
《동네사람들》은 2018년에 개봉한 대한민국의 범죄 스릴러 영화이다. 마동석과 김새론이 출연했고 임진순 감독이 연출했다.
영화의 주요 촬영지는 충북 음성군이다.

## 캐스팅
(†) 표시는 이 영화에서 최종적으로 사망한 인물이다.
- 마동석 : 역기철 역 - 본작의 주인공. 전 열혈 체육교사이자 학생 주임.
- 김새론 : 강유진 역 - 본작의 여주인공. 납치당한 죽은 여고생 수연의 친구.
- 이상엽 : 김지성 역 - 본작의 메인 빌런이자 중간 보스 및 페이크 최종 보스. 여고의 미술 선생님이자 김기태의 아들.
- 진선규 : 곽병두 역 - 본작의 서브 빌런. 룸싸롱을 운영하는 조폭 두목.
- 장광 : 김기태 역 - 본작의 수연을 죽인 흑막이자 진 최종 보스. 여자고등학교의 이사장이자 김지성의 아버지.
- 신세휘 : 한수연 역(†)
- 오희준 : 김동수 역

- 정수한 : 오 형사 역
- 윤병희 : 칠성 역
- 배진아 : 이슬 역
- 유하복 : 최서장 역
- 여무영 : 위원장 역
- 손영순 : 수연할머니 역
- 김민체 : 유진엄마 역
- 장유 : 교감 역
- 이동용 : 고 선생 역
- 전병덕 : 선배심판 역
- 양기원 : 상대코치 역
- 서문호 : 후배코치 역
- 권혁범 : 양아치 1 역
- 노영주 : 양아치 2 역
- 방지원 : 아가씨 1 역
- 정현민 : 웨이터 1 역
- 이태규 : 기태수행원 역
- 고선화 : 일진여학생 1 역
- 최슬기 : 일진여학생 2 역
- 강정원 : 일진여학생 3 역
- 최혜진 : 여학생 1 역
- 한도담 : 여학생 2 역
- 강다슬 : 여학생 3 역
- 정재인 : 여학생 4 역
- 김지은 : 여학생 5 역
- 강민준 : 남꼬마 역
- 정수빈 : 여꼬마 역
- 김철홍 : 이 반장  역
- 이상훈 : 형사 1 역
- 김형록 : 경찰 1 역
- 유영빈 : 렉카기사 역
- 김주경 : 노숙자 역
- 최정현 : 병두수하 1 역
- 김대현 : 병두수하 2 역
- 김동환 : 교무주임 역
- 조기태 : 남선생님 역
- 임원선 : 여선생님 역
- 김유라 : 교무과직원 역
- 김일석 : 응급실의사 역
- 나성식 : 선거운동원 1 역
- 안성일 : 선거운동원 2 역
- 김송이 : 야누스아가씨 1 역
- 우서라 : 야누스아가씨 2 역
- 김다영 : 야누스아가씨 3 역
- 문경은 : 야누스아가씨 4 역
- 최운경 : 야누스아가씨 5 역

- 김하윤 : 아나운서 (목소리) 역
- 손은서 : 수진 역 (특별출연)[1]
- 서정연 : 담임선생 역 (특별출연)

## 일본판 성우진
- 코야마 리키야 : 역기철(마동석)
- ? : 강유진(김새론)
- ? : 김지성(이상엽)
- ? : 곽병두(진선규)
- ? : 김기태(장광)

## 참고 사항
- 마동석, 진선규, 배진아, 윤병희, 이태규와 서문호는 영화 《범죄도시》 이후로 2개월만에 재회했다.
- 이상엽과 진선규는 SBS 월화드라마 《닥터스》 이후로 3개월만에 재회했다.

## 같이 보기
- 2018년 대한민국의 영화 목록